# Панов, Дмитрий Иванович
Дмитрий Иванович Панов — советский хозяйственный, государственный и политический деятель.

## Биография
Родился в 1910 году в Москве. Член КПСС.
До 1945 — начальника цеха завода имени Ильича, начальник цеха, начальник производства завода № 70.
В 1946—1948 — председатель исполнительного комитета Москворецкого Совета депутатов трудящихся города Москвы.
В 1948—1949 — первый секретарь Москворецкого районного комитета КПСС города Москвы
В 1952—1970 — начальник Управления исполнительного комитета Московского городского Совета депутатов трудящихся
Жил в Москве.

## Награды
- Орден Ленина (16.03.1949)
- Орден Отечественной войны I степени (07.09.1947)
- Орден Трудового Красного Знамени (10.05.1944, 20.12.1966)
- Орден Красной Звезды (20.01.1942)
- Орден Знак Почёта (24.11.1942)